# Liudas Jonaitis

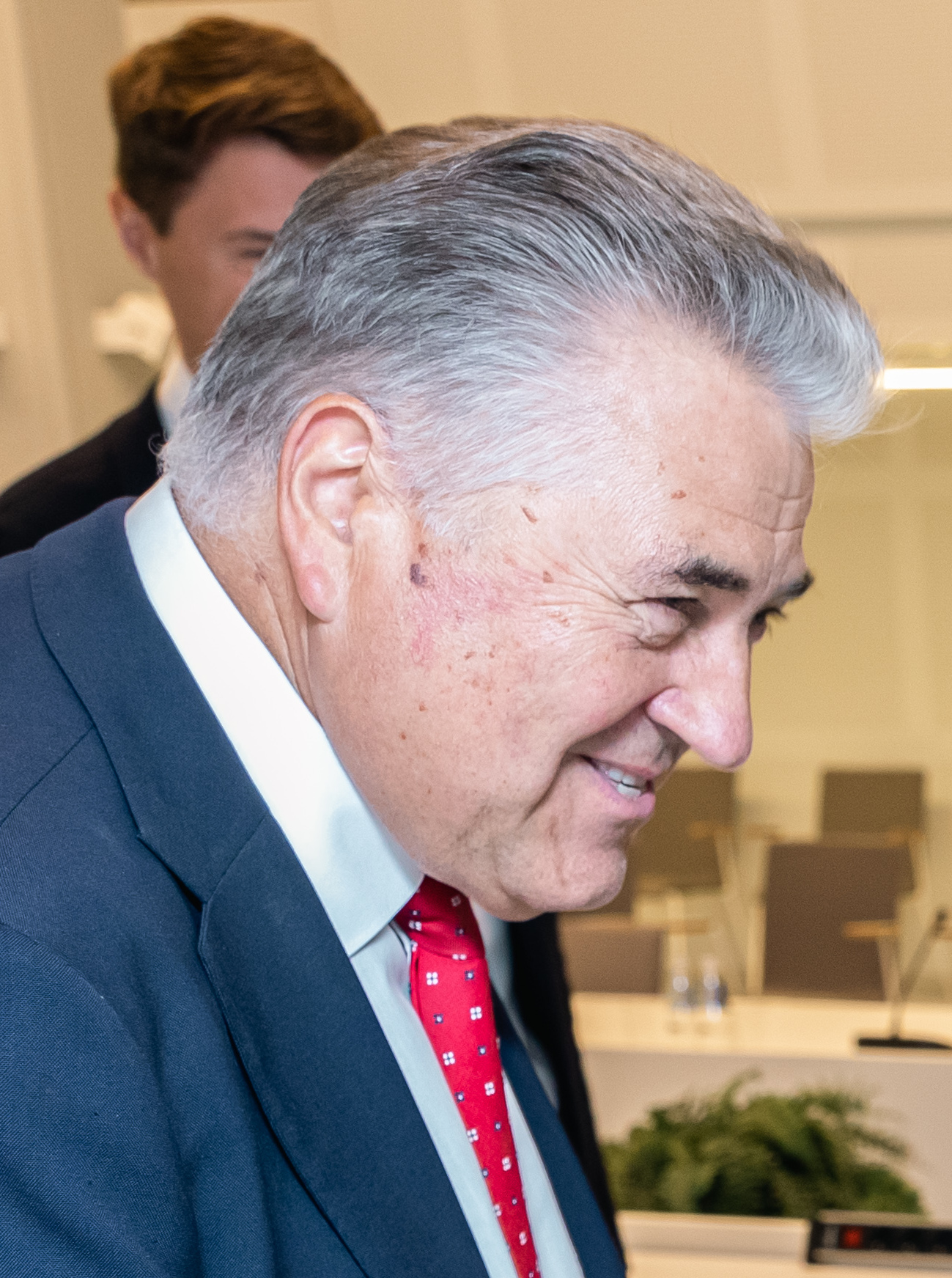

Liudas Jonaitis (* 29. Januar 1954 in Joniškis) ist ein litauischer linker Politiker und Seimas-Mitglied.

## Leben
Nach dem Abitur 1972 an der 1. Mittelschule Joniškis schloss Liudas Jonaitis von 1972 bis 1977 das Diplomstudium der Veterinärmedizin an der Litauischen Veterinärakademie in Kaunas und von 1994 bis 1996 das Studium der Pädagogik an der Technischen Universität Vilnius in der litauischen Hauptstadt Vilnius ab. 
1977 war er Tierarzt im Sowchos in Gataučiai der Rajongemeinde Joniškis. Von 1977 bis 1979 leistete er den Dienst in der Sowjetarmee. Nach seinem Militärdienst kehrte er als Cheftierarzt und Vorsitzender des landwirtschaftlichen Gewerkschaftskomitees im Sowchos Gataučiai zurück. Von 1980 bis 1986 war er der erste Sekretär des Komsomol-Jugendkomitees von Joniškis.
Von 1986 bis 2019 leitete er als Direktor die Berufsfachschule Joniškis.  2000 war er auch ein Mitarbeiter des Instituts für Tierhaltung der litauischen Veterinärakademie. Von 1995 bis 2019 war er Ratsmitglied von Joniškis. Seit 2020  ist er Mitglied im 13. Seimas, Mitglied des Ausschusses für Finanzen. 2019 war er Mitglied im 12. Seimas (Mitglied des Ausschusses für Bildung, Wissenschaft und Kultur).
Von 1980 bis 1989 war er Mitglied der Litauischen Kommunistischen Partei,  1990 der Litauischen Demokratischen Arbeitspartei, ab 1997 Mitglied der litauischen Bauernpartei (LVŽS), seit 2005 Mitglied des Bezirksverbandes Joniškis der Litauischen Sozialdemokratischen Partei (LSDP).
1996 war er Vizepräsident der Vereinigung der Direktoren der litauischen Höheren Landwirtschaftsschulen und 2002 Präsident des Verbandes litauischer Landwirtschaftsschulen, Präsident des Verbandes litauischer Berufsbildungseinrichtungen für ländliche Entwicklung.